# ハワード・ヴァイス
リチャード・ウィリアム・ハワード・ヴァイス（Richard William Howard Vyse、1784年7月25日 - 1853年6月8日）は、英国陸軍の軍人。最終階級は陸軍少将。

## 経歴
バッキンガムシャーのストーク・ポジェスで生まれる。父はリチャード・ヴァイス将軍、母アンはサー・ジョージ・ハワードの娘。リチャード・ウィリアム・ハワード・ヴァイスは、1812年9月に王室署名典範によってハワードの別名を名乗り、さらに母方の祖母であるストラフォード伯爵トーマス・ウェントワースの娘ルーシーを通じてノーサンプトンシャーのボートンとピットスフォードの地所を相続したときにリチャード・ウィリアム・ハワード・ハワード・ヴァイスとなった。
1800年にイギリス陸軍に入隊し、5月5日に第1竜騎兵隊の少尉（コルネット）に任官した。翌年6月17日、彼は第15軽竜騎兵隊に転属し、中尉に昇進した。1802年6月24日に大尉に昇進し、1809年には父がヨークシャー軍管区を指揮した際に副官を務めた。その後、1813年6月4日に名誉少佐となった。
1815年に再び転属し、同年8月31日に第87歩兵連隊の大尉となった。その後、1816年7月5日に第2近衛連隊を経て、1819年1月4日に第1西インド連隊に転属し、正式に少佐に昇進した。
1か月後の2月4日、ヴァイスは第2近衛連隊への辞令を購入し、1820年5月13日には名誉中佐となり、カンバーランド公爵アーネスト・オーガスタス王子の侍従を務めた 。1825年9月10日、半給制度対象となり、どの連隊にも所属せず正式に中佐の地位を購入した 。1837年1月10日に大佐に昇進し、1846年11月9日に少将に昇進した。

### 政治活動
ヴァイスは1807年、激戦区のヨークシャーはビバリー選挙区から国会議員に選出された。選挙の2ヵ月後、敗れた候補者フィリップ・ステイプルは議会に請願書を提出し、選挙運動中にヴァイスがもう1人の当選者ジョン・ウォートンとともに賄賂と汚職を行ったと告発した。特別委員会は、ステイプルの請願書を拒否したが、ヴァイスの死後約16年経って、彼の投票者のほとんどが賄賂を受け取っていた証拠が浮上した。選挙後に行われた報酬は、1729年施行の賄賂禁止法（および関連する判例法）の下では賄賂とはみなされず、国会特別委員会によって選挙を無効にする根拠とはみなされなかった。